# Deskrypcja
Deskrypcja – nazwa złożona zbudowana przez deskrypcyjny funktor nazwotwórczy określony na argumentach, które mogą być tylko jednostkowymi nazwami indywidualnymi.